# Фігурні вірші

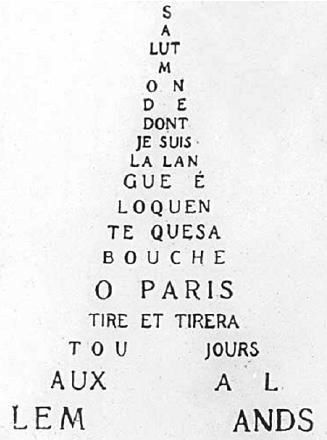
Каліграма Ґійома Аполлінера

Фігурні вірші або графічні вірші, також типографіка і каліграфія — різновид поетичної типографіки, вірші, в яких графічний малюнок рядків або виділених в рядках букв, складається в зображенні якоїсь фігури або предмета (монограма, ромб та ін.), тобто, слова віршів утворюють малюнок. Відомі з III століття до н. е.

## Історія фігурних віршів
Історія фігурних віршів, які є зображенням матеріальних предметів, налічує понад два тисячоліття. З'явившись в стародавній Олександрії приблизно в IV столітті до нашої ери, це мистецтво приваблювало авторів різних епох, серед яких були давньогрецькі вчені поети, середньовічні абати, знамениті Рабле, Полоцький, Державін, Оксфордський професор Льюїс Керрол, французький поет Гійом Аполлінер, і багато інших.
Не дивлячись на свою цікаву історію, фігурні вірші лише коротко згадувались в книгах, які були присвячені літературним курйозам. До сьогодні немає жодного повного твору про них. Це аргументується тим, що фігурні вірші розглядалися тільки з літературної думки, тоді як їх значення набагато ширше і належить зовсім не до історії літератури, а більше до історії людської думки.
В кінці XX століття ця інтелектуальна гра раптово знайшла інше, сучасне звучання, чудове для свого давнього віку. Її навіть стали називати авангардом.
Фігурні вірші грецькою називалися «пайгніямі», або «іграми», ці ігри були особливого роду — ігри вчених. Місто Олександрія було центром античного світу. Там працювали філософи Плотін і Ямвліх, розвивалися література та наука, була заснована знаменита Александрійська бібліотека. Олександрійська поезія створювалася для витончених поціновувачів, створювали її автори, поєднуючи в собі риси поета і вченого.
На творіння фігурних віршів ніяк не вплинуло зникнення античного світу, який поступився епосі християнства. Ранньохристиянський поет Порфирій Оптаціан писав вірші у формі вівтаря, сопілки, органу, а також у вигляді призм, пальм, корабля.
Поява фігурних віршів досі не припинялася. Коли змінювалася історична обстановка; — фігурні вірші переходили з місця на місце; предмети, які вони зображували, теж змінювалися. Поезія виникала там де зберігалися знання.

## Види віршів
У часи середньовіччя і до XX століття їх зображували у вигляді трикутників, пірамід, зірок, сердець, хрестів, сходів. У стародавні часи й навіть починаючи від IX—XX ст. фігурні вірші були ще більш витонченими. Відомі давньогрецькі фігурні вірші зображувалися у вигляді: сопілки, органу, жертовника, яйця, а у XX столітті — яруси води фонтану, дощ, птиці, дерева, лави і вежі, що падає.
Зустрічаються і зовсім загадкові, так звані «піфагоричні» вірші, які створили учні російських духовних академій. Ці вірші були складені у формі теореми «Піфагора», та зараз побачити цю теорему в них досить важко.
Фігурні вірші завжди з'являлися в особливому інтелектуальному середовищі. Їх автори були поетами, ерудитами та вченими. Коли згоріла Олександрійська бібліотека, то в середні віки центром високої вченості стали християнські монастирі. Ченці й абати захопилися фігурними віршами, пишучи інколи цілі книги у формі хрестів. Відома ціла низка подібних творів, в тому числі «Трактат про вихваляння хреста» абата Фульда (IX століття).
Але ситуація знову кардинально змінилася, вже навіть монастирі припинили бути єдиним джерелом вченості й знань. Подальша доля графічної поезії пов'язана зі світською наукою і мистецтвом, невдовзі вона опиниться під заступництвом університетів і академій.
Цікаво спостерігати, як в цей час змінюються сюжети. Ми бачимо це на прикладі двох поетів, які були виховані в монастирському середовищі, вони відчули на собі вплив світського світогляду: Франсуа Рабле у Франції й Симеона Полоцького в Росії.

## Представники

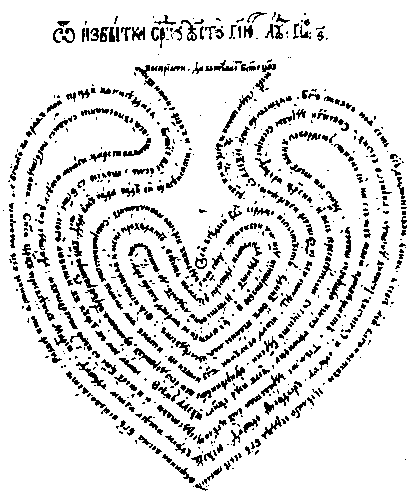
Фігурне письмо Симеона Полоцького

Франсуа Рабле (1494—1553) в дитинстві був відправлений в монастир францисканського ордена. Займався там античними мовами й правом. Заняття Рабле завжди мали енциклопедичний характер: він вивчав медицину, філософію, юриспруденцію, археологію, природознавство; не оминув увагою і фігурні вірші. Однак Рабле не став писати вірші у формі хрестів: залишивши приблизно такий же зміст — молитву, він її глузливо перевернув: божество вибрав інше, іншою стала і форма. Так в його «Пантагрюелі» з'явилася молитва до Божественної Пляшки (у формі пляшки), а двома главами пізніше — і стакан, складений тим же чином.
Ієромонах Симеон Полоцький — перший на той час впливовий російський поет і вчений (кінець XVII століття) — був автором проєкт Слов'яно-греко-латинської Академії в Москві й писав вірші у формі хреста, восьмиконечної зірки, серця. Творіння віршів послужило причиною його світської кар'єри. Вишуканий малюнок «серця» нагадує язичницькі лабіринти.
Фігурні вірші писали Сумароков і Державін, Апухтін і Брюсов. Відомо, що Пушкін захоплювався віршами Нодьє, що зображали драбину. Не було жодної європейської країни, в якій не створювалися б вірші у вигляді предметів.
Незабаром різноманітність сюжетів дійшло до того, що оксфордський математик і казкар Льюїс Керролл (1832—1898) увів у свою книгу про пригоди Аліси в країні чудес вірш у вигляді мишачого хвоста. Форма вірша попередньо пояснюється автором:
|  | І поки Миша говорила, Аліса все ніяк не могла зрозуміти, яке це має відношення до мишачого хвоста. Тому історія, яку розповіла Миша, виглядала в її уяві ось так … |

Мишачий хвіст, це вже, звичайно, далеко не те ж саме, що крила Бога любові, християнський хрест або Піфагорова теорема. Але так змінилася форма графічної поезії впродовж багатьох століть.
Нарешті, на початку XX століття з'явилися «Каліграми» — вишукані фігурні вірші французького поета Гійома Аполлінера.
«Це мистецтво таїть в собі величезні можливості» — писав автор Каліграм, вершиною його може стати синтез музики, живопису та літератури. Багато хто розсилав дані вірші під час Першої світової війни в листах друзям, можна знайти цілий розсип образів: автомобіль, дощ, заколоту горлиці й фонтан, дерево, і т. д.
Подальші події XX століття були стрімкі. Але революції, війни, громадські та економічні потрясіння не пошкодили фігурної поезії. Гра продовжувала жити за колишніми правилами.
Фігурні вірші створює: І. Бродський — йому належать два «Фонтану», у вигляді ярусів води, причому один з них — «Бароковий фонтан в стіні на Вілла-Скьяра» — шедевр фігурної поезії, нарівні з «Дощем» Аполлінера. А. Вознесенський — поет і архітектор, автор безлічі графічних віршів, в тому числі й вірші, що ілюструє повалення Сухаревої вежі. Історія фігурних віршів ясно говорить про те, що, попри всі історичні катаклізми та зміни, ця гра, поетичний фокус, ніколи не втрачала свого значення. Навіть і зараз вона сприймається як і раніше свіжо. Цей дивовижний факт говорить про те, що графічна поезія виконує задачу — якщо не поетичну, то інтелектуальну. І зовсім не випадково фігурними віршами цікавилися фахівці з інших областей мистецтва, прикладом є С. Ейзенштейн, котрий писав про них у зв'язку з ідеєю монтажу в кіно, а в точності подібне явище існувало і в музиці.

## Особливості віршів
Пояснення цьому знайти легко: створення і читання графічної поезії розвиває уяву й асоціативне мислення. Це завдання, які вирішує права півкуля людського мозку, яке відповідає не за раціональне начало і логіку, а за синтез, раптові відкриття, що виникають шляхом миттєвих зіставлень і асоціацій.
Подібний тип мислення необхідний не тільки в мистецтві, а й у науці. Його виявляли найвеличніші вчені, і в найбільш досконалій формі ним володів, мабуть, Айнштайн, який за деякими свідченнями, здатний був розв'язати задачу, оперуючи лише зоровими образами, і лише потім переносив її в слова і поняття.
Син Ейнштейна розповідав:
|  | характер у нього був швидше художника, ніж вченого, як ми зазвичай уявляємо їх. Наприклад, його вищою похвалою хорошою теорією або хорошому твору мистецтва було не те, що вони правильні або точні, але те, що вони красиві. |

Айнштайн не створював фігурних віршів, але грав на скрипці. А якщо ми згадаємо ще одного, цього разу літературного персонажа — Шерлока Холмса, то зауважимо, що і він віддалявся у свою кімнату і грав на скрипці, коли хотів розгадати чергову інтелектуальну задачу. Навряд чи знаменитий детектив, вигаданий Конаном Дойлом, міг бути прекрасним скрипалем. Грав він, швидше за все, погано. Але скрипка була для нього інструментом, що допомагає тренувати його розумовий апарат в деяких, можливо, ще не до кінця досліджених можливостях. І Айнштайн, і Конан Дойл відкривають приховану сторону мистецтва — мистецтво як інструмент пізнання.
Характерним є, що гра фігурними віршами існує не у вигляді формул або схем, вона була одягнена в форму мистецтва. Для вчених і поетів фігурні вірші — свого роду «скрипка Шерлока Холмса». Інструмент, що дає можливість користуватися особливим, синтетичним видом мислення, який іноді є вкрай необхідний.